# Biblioteca Liciniana
La Biblioteca Liciniana è la biblioteca comunale di Termini Imerese. Fu istituita il 17 maggio del 1800, su iniziativa dal presbitero Giuseppe Ciprì (1743-1809) e, successivamente, chiamata “Liciniana”, dallo pseudonimo di Mopso Licinio che egli stesso aveva scelto entrando nell'Accademia euracea.

## Consistenza del patrimonio librario
La biblioteca conta, nel 2009 circa 102.000 volumi, una emeroteca (19 periodici correnti, oltre a varie testate omaggio) e materiale non librario come: cd-rom, VHS, dischi e foto storiche, carte geografiche, topografiche e planimetrie originali.
I cataloghi a disposizione degli utenti sono: catalogo generale alfabetico; catalogo alfabetico per soggetti dei documenti moderni; catalogo dei manoscritti e degli incunaboli; catalogo delle pergamene. Il catalogo automatizzato risulta al 2009 in allestimento, in seguito all'adesione al Catalogo dei beni bibliografici della provincia di Palermo.
Del patrimonio librario fanno parte anche 4.500 volumi provenienti dalla biblioteca del monastero di San Martino delle Scale.
Numerosi sono i manoscritti di termitani illustri come Paolo Balsamo, Niccolò Palmeri, Baldassarre Romano, Rosina Salvo, Francesco Coppola, Antonino La Manna, Gregorio Ugdulena, Girolamo Sceusa, nonché i volumi degli atti dell'Accademia mediterranea euracea.
La Biblioteca custodisce anche una corposa documentazione relativa a monasteri e corporazioni religiose soppresse di Caccamo, Caltavuturo, Montemaggiore Belsito, Sclafani e Termini Imerese, esistenti tra il XVI ed il XIX secolo. Gli atti riguardanti le corporazioni di Termini Imerese costituiscono il fondo più consistente ed omogeneo. Tale documentazione, oltre a testimoniare l'attività patrimoniale e la gestione fondiaria dei vari monasteri, fornisce elementi preziosi non solo per la storia degli stessi enti ma anche per quella del territorio in cui essi hanno operato, sia sotto il profilo giuridico sia sotto il profilo socioeconomico.
La Biblioteca custodisce anche pergamene dei secoli XIV-XVII, contenenti vari privilegi concessi alla città dai sovrani Aragonesi e dai Pontefici, riguardanti fiere e feste; l'esenzione dalla dogana, dalla gabella, dall'ancoraggio e dalla decima; nonché lo jus lignandi; l'atto di restituzione del Monte San Calogero, di cui si era impossessato Caccamo; il titolo di "Civitas Splendidissima", attribuito da Re Ferdinando nel 1496; il patronato di alcune chiese; il condono ai cittadini dei debiti civili sotto 30 onze; l'adorazione delle reliquie del Beato Agostino Novello, ed inoltre importanti incunaboli, cinquecentine ed una ricca collezione di scritti autografi, di notevole interesse storico e letterario, materiale cartaceo che rappresenta un patrimonio di inestimabile valore.
La documentazione custodita nei locali della Biblioteca comprende, infine, parte dell'archivio storico comunale tra cui gli Atti dei Giurati di Termini Imerese (secoli XVI-XIX), gli Atti del Consiglio Civico (secoli XIX-XX) e gli Atti del Decurionato (secolo XIX) nonché bandi, ordinanze, libri di conto, registri di lettere e consulte e corrispondenza varia.

## Storia

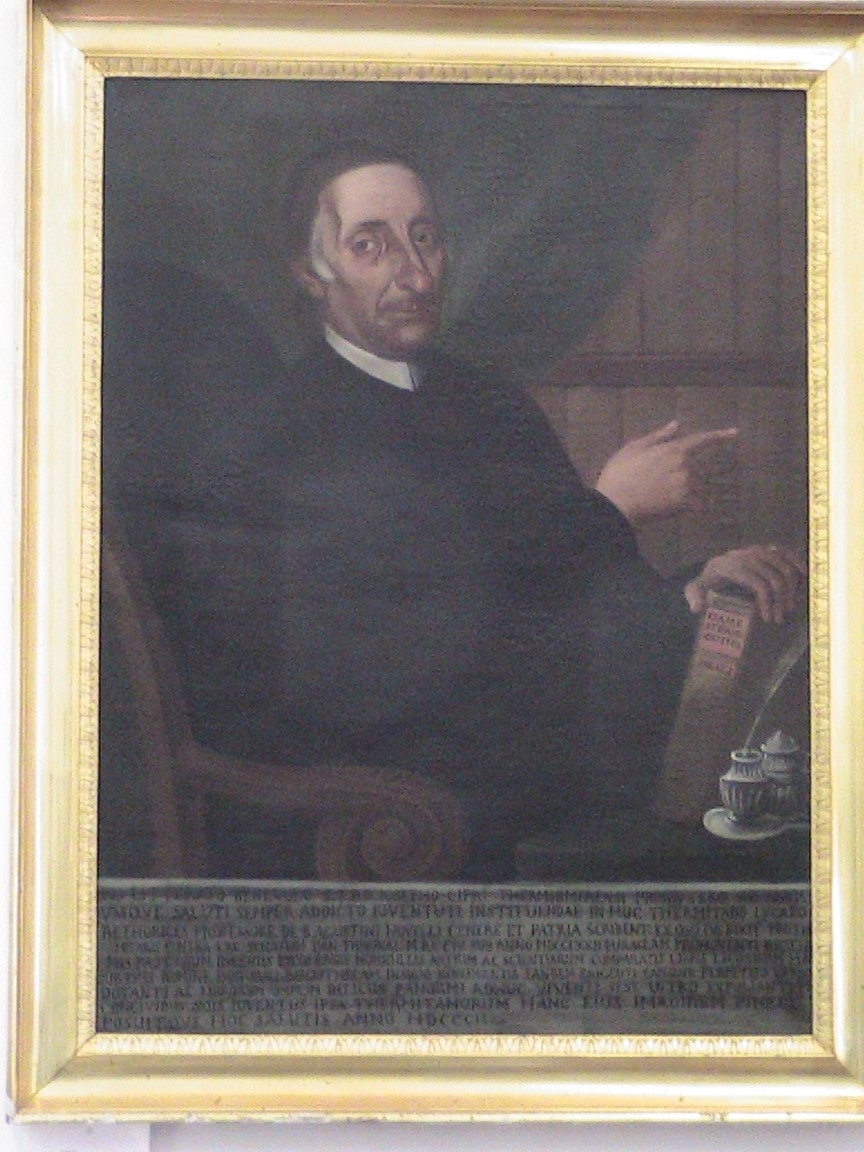
Giuseppe Cipri, 1802

Giuseppe Ciprì, animatore della cultura termitana, costituì il primo fondo con i volumi della propria raccolta di libri, spinto dalla necessità di istituire una biblioteca che potesse soddisfare quell'amore per lo studio che sentiva ancora limitato e riservato ad una schiera di eletti. Da allora, seguirono altre donazioni: quella dell'arciprete Daidone, che sin dal 1758 aveva lasciato al clero di Termini la propria raccolta libraria e che, per deliberazione dell'Arciprete del tempo, fu assegnata alla Liciniana.
Inoltre, la Biblioteca si arricchì dei testi dello storico Niccolò Palmeri, del Maggiore Salvatore Drago, di Antonio Gargotta, e dei lasciti del barone Di Michele di Villaurea e di Liborio Arrigo. Negli ultimi anni, importanti donazioni sono state effettuate dalle famiglie dell'avvocato Agostino Di Lisi e del professore Giuseppe Navarra.
Il fondatore volle che la biblioteca fosse autonoma ed amministrata da un'apposita Deputazione, presieduta dall'Arciprete pro-tempore, dal Barone De Michele di Villaurea e dal sindaco. Il bibliotecario era scelto di regola tra i sacerdoti termitani.
Con il trascorrere degli anni e l'affievolirsi dei cespiti, l'amministrazione comunale, allo scopo di evitare la chiusura dell'antica Istituzione, d'intesa con l'Arciprete e le competenti autorità, con deliberazione del consiglio comunale del 1968, stabilì di erigerla a Biblioteca comunale.
La Biblioteca, inizialmente, ebbe sede nel Collegio della Compagnia di Gesù e nel 1952, fu trasferita nell'edificio che ospita il Monastero di Santa Chiara.